# HD 219134 d
HD 219134 d, também conhecido como HR 8832 d, é um exoplaneta que está orbitando em torno de HR 8832, uma estrela anã laranja que está localizada a 21 anos-luz de distância a partir da Terra, na constelação de Cassiopeia. Ele tem uma massa de 8,67 massas terrestres, o que significa que este planeta pode ser uma superterra se for rochoso, um mundo de água, ou um mininetuno se for gasoso. O exoplaneta foi inicialmente detectado pelo instrumento HARPS-N do Telescopio Nazionale Galileo localizado nas Ilhas Canárias e que pertence a Itália, através do método da velocidade radial. Ao contrário de HD 219134 b ainda não foi observado pelo telescópio espacial Spitzer e, assim, o seu raio e densidade são desconhecidos.